# Schoepke (Wisconsin)
Schoepke es un pueblo ubicado en el condado de Oneida en el estado estadounidense de Wisconsin. En el Censo de 2010 tenía una población de 387 habitantes y una densidad poblacional de 2,95 personas por km².

## Geografía
Schoepke se encuentra ubicado en las coordenadas 45°30′51″N 89°8′49″O / 45.51417, -89.14694. Según la Oficina del Censo de los Estados Unidos, Schoepke tiene una superficie total de 131.21 km², de la cual 118.07 km² corresponden a tierra firme y (10.01%) 13.14 km² es agua.

## Demografía
Según el censo de 2010, había 387 personas residiendo en Schoepke. La densidad de población era de 2,95 hab./km². De los 387 habitantes, Schoepke estaba compuesto por el 95.87% blancos, el 0% eran afroamericanos, el 0.26% eran amerindios, el 0% eran asiáticos, el 0% eran isleños del Pacífico, el 0% eran de otras razas y el 3.88% pertenecían a dos o más razas. Del total de la población el 0% eran hispanos o latinos de cualquier raza.